# 건강유지조직
건강유지조직(Health maintenance organization)은 미국에서 고정된 연간 비용으로 건강 서비스를 제공하는 의료 보험 그룹이다. 건강보험, 자기 자금 지원 건강 관리 혜택 플랜, 개인 및 기타 단체를 위한 관리 의료를 제공하거나 주선하고 선불 방식으로 의료 서비스 제공자(병원, 의사 등)와의 연락 역할을 하는 조직이다. 1973년 건강유지조직법(Health Maintenance Organization Act)은 직원이 25명 이상인 고용주가 전통적인 건강 관리 옵션을 제공하는 경우 연방 인증 HMO 옵션을 제공하도록 요구했다. 전통적인 손해 보험과 달리 HMO는 꾸준한 고객 흐름에 대한 대가로 HMO의 지침 및 제한 사항에 따라 환자를 치료하기로 계약을 맺은 의사 및 기타 전문가가 제공하는 치료를 보장한다. HMO는 의료 서비스 제공자의 계약 상태에 관계없이 응급 치료를 보장한다.

## 같이 보기
- 식코